# Kirgiz teknős
A kirgiz teknős más nevén sztyeppi teknős (Testudo horsfieldi) a hüllők (Reptilia) osztályának a teknősök (Testudines) rendjébe, ezen belül a szárazföldi teknősfélék (Testudinidae) családjába tartozó faj.

## Előfordulása
Oroszország, Afganisztán, Örményország, Azerbajdzsán, Kína, Irán, Kazahsztán, Kirgizisztán, Pakisztán, Tádzsikisztán, Türkmenisztán és Üzbegisztán területén honos. Sztyeppék lakója, díszállatnak nem túl gyakori.

## Megjelenése
Testhossza 15-25 centiméter. Mellső lábain öt helyett csak négy karom található.

## Életmódja
Növényevő. Téli álmot alszik, szabad tartásban szeptembertől - március elejéig. Párzási időszak: április.

## További információ
- Képek az interneten a fajról